# Джеймс Калахан
Джеймс Калахан (или Джим Калахан, както е известен масово) е британски политик, министър-председател на Обединеното кралство в периода 5 април 1976 - 4 май 1979. Лидер на Лейбъристката партия от 5 април 1976 до 10 ноември 1980 година. Той е единственият човек в британската история, който е заемал постовете министър-председател, канцлер на хазната (финансов министър), вътрешен министър и външен министър.
Калахан е канцлер на хазната от 16 октомври 1964 до 30 ноември 1967 година — размирен период за британската икономика, включващ дефицит в платежния баланс и спекулации с британския паунд. През ноември 1967 година правителството е принудено да девалвира паунда, въпреки че по-рано отрича пред обществеността и Камарата на общините, че това ще се случи. Калахан предлага да подаде оставка, но в крайна сметка разменя поста си с Рой Дженкинс. По този начин Калахан става вътрешен министър и остава на тази служба до 1970 година. Едно от най-важните решения, които взима, е да използва британската армия в Северна Ирландия след молба на тамошното правителство с цел подкрепа на работата на местната полиция.
Лейбъристката партия губи парламентарните избори през 1970 година, но Калахан отново получава министерски пост през март 1974 година, този път като външен министър. Той поема отговорността за повторното договаряне на условията, при които Великобритания би продължила членството си в Европейската икономическа общност (ЕИО), както и за публичното застъпничество за оставане в ЕИО преди да се проведе референдум по този въпрос през 1975 година. Когато Харолд Уилсън подава оставка като министър-председател през 1976 година, Калахан е избран за новия лейбъристки лидер.
Преди Калахан да стане министър-председател, Лейбъристката партия вече е изгубила мнозинството в Камарата на общините. Тя губи още парламентарни места след загуби на частични избори, както и поради оттегляне от партията на дотогавашни членове. Така пред Калахан изниква нова задача: да се справи с по-малките партии от рода на Либералната партия (с които е в пакт от 1977 до 1978 година), Ълстърската юнионистка партия, Шотландската национална партия и даже независимите кандидати за политическа власт. Дебатите за индустрията, както и масовите стачки по време на т.нар. „Зима на недоволството“ (1978-79) рязко понижават доверието към правителството. Загубата на референдума за даване на повече права на Шотландия довежда до приемането на вот на недоверие на 28 март 1979 година. На следващите парламентарни избори (3 май 1979) Консервативната партия, водена от Маргарет Тачър, побеждава партията на Калахан.